# Vladimir Shlapentokh
Vladimir Emmanuilovich Shlapentokh (em russo: Влади́мир Эммануи́лович Шляпенто́х, Vladimir Èmmanuilovič Šlâpentoh; 19 de outubro de 1926  –  6 de outubro de 2015) foi um sociólogo, historiador, cientista político e professor universitário soviético e americano, notável por seu trabalho sobre a sociedade e a política soviética e russa, bem como por seu trabalho teórico em sociologia.
Ele é um dos pioneiros da pesquisa social empírica soviética, junto com fundadores da área como Vladimir Yadov e Boris Grushin, em uma época em que a sociologia na União Soviética estava se profissionalizando e se diferenciando de outras disciplinas em sua identidade. Foi professor de sociologia na Michigan State University (MSU).

## Vida
Vladimir Shlapentokh nasceu e foi educado em Kiev, na RSS da Ucrânia. Lá, ele recebeu sua educação escolar e estudou na Universidade Estadual Taras Shevchenko, graduando-se como bacharel em 1949. Em 1950, ele foi transferido para o Instituto de Estatística Econômica de Moscou, onde se formou com outro diploma de bacharel em 1950. Em 1956, ele recebeu seu doutorado pela Universidade Estadual de Economia, Estatística e Informática de Moscou. Até 1966, trabalhou no Instituto de Economia Mundial e Assuntos Internacionais. No Instituto de Sociologia da Academia de Ciências da URSS, em Moscou, ele conduziu as primeiras pesquisas de opinião nacionais na União Soviética. Em 1970, ele escreveu a primeira introdução popular à sociologia em russo. Antes de emigrar para os EUA em 1979, ele publicou dez livros, principalmente sobre a metodologia dos estudos de ciências sociais, como questões de amostragem, avaliação estatística e validade de pesquisas, mesmo tendo em vista a possível distorção deliberada e falsificação do comportamento de resposta. Ele também escreveu artigos para Izvestia, Trud, Literaturnaya Gazeta e Pravda.
Após se mudar para os Estados Unidos, Vladimir Shlapentokh publicou mais de 30 livros e dezenas de artigos profissionais. Ele escreveu colunas que apareceram no New York Times, no Washington Post, no Los Angeles Times e no Christian Science Monitor.
A partir de 1982, Vladimir Shlapentokh atuou como consultor do governo dos Estados Unidos, regularmente relatando sobre processos sociais, ideologia e opinião pública em estados pós-comunistas, incluindo a Rússia.

## Obra
Shlapentokh foi um dos poucos sociólogos soviéticos que conseguiu continuar sua carreira com sucesso depois de emigrar. Suas obras são caracterizadas por duas características que ofereciam melhores possibilidades explicativas do que a sovietologia predominante na época: primeiro, ele não via a sociedade soviética (ou, mais tarde, a russa) como monolítica, mas enfatizava a diferenciação interna da sociedade, bem como a fracionalização da política. Em segundo lugar, ele relativiza o papel da ideologia, que desempenhou um papel, mas principalmente apenas como justificativa para as várias facções políticas. Para ele, o desenvolvimento da sociologia soviética também desempenha um papel nesse processo.

### Teoria da sociedade segmentada
O trabalho empírico e teórico de Shlapentokh sobre a sociedade russa e soviética resultou em um conceito de sociedade que contradizia a abordagem sistêmica da sociologia ocidental. Ele acreditava que era impossível explicar uma sociedade usando um único modelo funcional. Em vez disso, as sociedades são altamente segmentadas; esses segmentos estruturados de forma diferente sempre existiram lado a lado no passado e no presente e moldaram as respectivas sociedades por meio de sua combinação e ponderação. Shlapentokh adere a um conceito de classe que é definido pelas duas características de propriedade e exercício de poder. Ele se opõe a uma expansão ou enfraquecimento pós-moderno do conceito por meio de métodos analíticos do discurso. Os discursos científicos na União Soviética e na Rússia sempre foram distorcidos por influências de propaganda.
Os segmentos sociais mais importantes aos quais certas classes podem ser atribuídas incluem o segmento feudal, o autoritário e o segmento liberal-capitalista de mercado. Esses são um tipo ideal de personagem neoweberiano. Além desses segmentos importantes, existem outros como por exemplo estruturas democráticas, religiosas ou criminosas. Segundo Shlapentokh, analisar as interações e a respectiva influência desses segmentos, que incorporam múltiplas realidades e de forma alguma buscam interesses coerentes, é importante para entender qualquer sociedade. As estruturas feudais da Rússia contemporânea não representam a existência continuada das antigas estruturas soviéticas, como muitas vezes é afirmado, mas sim um acúmulo de riqueza por meio do uso de posições locais de poder, o que leva ao governo paralelo dos poderes central e local. A riqueza, portanto, sempre foi precária. As estruturas feudais que surgiram com o colapso da União Soviética mostraram paralelos claros com o feudalismo medieval. Os serviços de segurança privada, em particular, também são uma característica das estruturas feudais medievais.

### Feudalização da sociedade
Em relação aos EUA, Shlapentokh e Joshua Woods mostram no seu livro Feudal America como o que eles chamam de estruturas feudais surgem em torno de grandes corporações e Big money – especialmente nas costas leste e oeste. Os EUA não são, em sua análise, uma sociedade liberal-capitalista ideal. A influência de grandes empresas e clãs políticos nas eleições e na legislação é muito grande. Isso foi parcialmente reconhecido, especialmente desde a crise financeira, mas há avaliações muito diferentes quanto à força e à duração dessas influências. A direita política enfatiza a destruição da sociedade liberal pelo Estado e pela política, a esquerda superestima a homogeneidade dos interesses das grandes corporações e duvida da eficácia dos elementos democráticos que ainda existem na política dos EUA. Na verdade, os Estados Unidos seriam uma sociedade híbrida ou segmentada. Embora o feudalismo nunca tenha existido lá historicamente, elementos feudais existem na sociedade americana hoje que lembram estruturas medievais.
A feudalização é caracterizada por vários elementos: o enfraquecimento geral do Estado, os seus problemas crescentes em fazer cumprir a lei e em legitimar as suas ações (a incerteza jurídica também é um problema geral nas relações internacionais desde 2001), as fraquezas na defesa das suas fronteiras, a falta de vontade e capacidade para defender os interesses dos seus cidadãos, até mesmo os seus direitos de propriedade (como até Alan Greenspan teve de admitir numa audiência), a privatização das forças de segurança, o aumento das ações semi-legais ou ilegais, o aumento dos conflitos entre grandes empresas e o domínio de ideologias elitistas através das quais os poderosos se legitimam. Desde o final da década de 1990, esse desenvolvimento tem cada vez mais afastado estruturas liberais-competitivas e estatistas-autoritárias.

### A fraqueza do modelo totalitário e o papel da propriedade privada
Shlapentokh foi um dos primeiros autores a examinar os processos de privatização após o fim da União Soviética, adotando a importância central das relações de propriedade da tradição marxista. Ele prefere uma visão diferenciada destes aos modelos explicativos “holísticos”, como aqueles apresentados pela pesquisa sobre totalitarismo com sua ênfase no papel do aparato repressivo. Por exemplo, a Rússia de Putin difere da antiga União Soviética pela ausência de um papel central para um partido e pela fraqueza de instituições centrais, como por exemplo um serviço secreto que ainda é grande, mas fraco em comparação à era Stalin e está preocupado com negócios privados.
Em contraste, a enorme concentração de propriedade privada, acumulada pelo uso indevido de cargos públicos ou relacionamentos privados, é o fator mais importante no desenvolvimento da Rússia pós-comunista. Apesar da tendência ao governo autoritário e do uso de medidas coercitivas sob Putin, não há continuidade histórica com a União Soviética, pois as estruturas autoritárias agora visam proteger a propriedade privada. Em sua análise, a imagem inimiga do mundo ocidental desenhada por Putin nunca foi tão radical quanto as imagens inimigas nacionalistas da época de Stalin, porque as elites russas de hoje precisam do Ocidente. A população nunca internalizou realmente a imagem do inimigo.
Entre as instituições privadas da sociedade soviética, Shlapentokh dedicou atenção especial à amizade como uma espécie de antídoto ao poder do Estado soviético. Em seu livro Love, Marriage, and Friendship in the Soviet Union (1984), bem como em suas memórias, An Autobiographical Narration of the Role of Fear and Friendship in the Soviet Union (2004), Shlapentokh mostrou o quão importante a amizade era para a vida cotidiana do povo soviético devido às facilidades que ela oferecia por meio de sua rede social e capital social. A categoria de “amizade” também é importante para entender os processos desde o colapso da União Soviética, especialmente para o surgimento de estruturas quase feudais, localmente limitadas, com territórios marcados, a compra de cargos e a corrupção endêmica. Os relacionamentos privados são importantes para a sobrevivência em uma sociedade corrupta, o que também foi característico das fases da Guerra Civil Russa e da Perestroika.

### O desenvolvimento da sociologia soviética
Em The Politics of Sociology in the Soviet Union, Shlapentokh descreve o desenvolvimento da sociologia soviética. Como uma ciência com limites confusos e demarcações mutáveis, ela sempre foi muito aberta a influências externas, inclusive políticas, como Shlapentokh destaca. Seu desenvolvimento criou um dilema para a política soviética: por um lado, parecia útil para perseguir objetivos políticos, mas, por outro, poderia destacar queixas atuais e, assim, fornecer munição para rivais políticos, críticos e dissidentes, exemplos dos quais existiam na Polônia, Hungria e Iugoslávia, mas não na União Soviética.
Os primórdios da sociologia soviética na década de 1950 foram inicialmente baseados na cópia de métodos ocidentais sob o pretexto de estudos econômicos. Entretanto, seus representantes foram confrontados com a crítica de que o materialismo histórico tornava supérflua uma sociologia separada, de modo que os próprios sociólogos discutiam se a profissionalização como uma disciplina separada era necessária ou prejudicial. Muitos migraram para áreas periféricas menos problemáticas, como antropologia e pesquisa etnológica, onde conquistas consideráveis foram feitas, ou se voltaram para tópicos orientados à aplicação, como sociologia agrícola ou gestão social prática.
Segundo Shlapentokh, 1965-1972 foram anos dourados para a sociologia soviética. Os centros de pesquisa foram Moscou, Leningrado e Novosibirsk. Durante esses anos, a pesquisa social empírica se desenvolveu com estudos sobre escolha de carreira e treinamento, rotatividade de mão de obra e atitudes de trabalho (sociologia industrial), opinião pública e mídia de massa, família e lazer, e até mesmo instituições políticas. O interesse pela sociologia americana, especialmente pelo funcionalismo estrutural, também aumentou. A Associação Americana de Sociologia apoiou o desenvolvimento fornecendo livros e periódicos, bem como traduções. O nível dos métodos e procedimentos estatísticos utilizados aumentou significativamente. Em 1974, foi fundada a primeira revista sociológica profissional (Sotsiogicheskie Issledovania, “Pesquisa Sociológica”).
Entretanto, após a Primavera de Praga de 1968 e ainda mais depois de 1972, a pressão sobre a sociologia aumentou; várias figuras importantes da sociologia russa, como Yuri Alexandrovich Levada, perderam seus cargos e deixaram o Instituto de Pesquisa Social Empírica da Universidade de Moscou. Na década de 1980, o Instituto de Leningrado sofreu pressão semelhante.
Já na década de 1970, a sociologia perdeu sua reputação de ciência crítica e adquiriu a de ferramenta de manipulação. O número de instituições de pesquisa sociológica com foco principalmente em tópicos relacionados ao trabalho e à psicologia do trabalho, como motivação no trabalho e métodos de gestão, cresceu rapidamente na década de 1980. Muitos sociólogos industriais aconselharam a nova geração de gestores na década de 1990 com base nos fundamentos criados naquela época, enquanto pesquisadores de opinião migraram para a pesquisa de mercado.
Tópicos politicamente mais explosivos não foram abordados até o final da década de 1980, como questões de mobilidade social, a conexão entre origem social e sucesso educacional ou análises comparativas internacionais. Durante o período da perestroika, todas as barreiras à pesquisa sociológica caíram. Desde 1989, também há um programa de graduação em sociologia. Mas tanto Gorbachev quanto Boris Yeltsin ignoraram consistentemente os conselhos sociológicos, o primeiro em sua campanha antiálcool, o que levou a uma onda de crimes e uma crise orçamentária, e o último em relação à Chechênia.
No entanto, de acordo com Shlapentokh, o nível teórico da sociologia russa, com seu viés funcionalista, ficou atrás da riqueza de descobertas empíricas. Alguns sociólogos permaneceram fiéis ao materialismo histórico ou insistiram em posições religiosas tradicionalistas, nacionalistas ou ortodoxas. Houve várias divisões nas associações de sociólogos russos e o estabelecimento de novas instituições nas antigas repúblicas da União, especialmente na Estônia e na Ucrânia.

### Valores sociais, medo e apatia política
Shlapentokh também se distanciou do mainstream da sociologia dos EUA depois de Talcott Parsons no que diz respeito à questão do papel que os valores desempenham na integração social. Na tradição de Thomas Hobbes, ele considerou que um certo grau de medo era necessário para que o segmento autoritário aplicasse as normas sociais e apresentou uma pesquisa empírica sobre o nível de medo na Rússia (que é apenas moderado em comparação internacional). Entretanto, a sociedade russa é politicamente apática, desde que as necessidades básicas do cidadão comum sejam atendidas. Esse foi, em grande parte, o caso da antiga União Soviética, que, apesar de seu declínio moral, poderia ter existido por mais tempo sem a perestroika de Gorbachev. Mesmo durante o período de declínio no início da década de 1990, não houve protestos em massa contra a deterioração dos padrões de vida. A paciência do povo e o conformismo das elites são consequência de seu desejo de ordem, de seu pessimismo e de sua capacidade de adaptação a situações difíceis, mas, acima de tudo, de sua expectativa realista de que a rebelião não levará a melhorias.

### O papel das elites
Shlapentokh vincula o papel significativo da ideologia na sociedade ao papel das elites, particularmente as elites políticas. Para Shlapentokh, são as elites, não as massas, as criadoras e modificadoras da ideologia. A elite política dominante impõe os valores e normas da ideologia dominante à população, o que ela consegue fazer usando seu monopólio sobre a mídia, a educação e a cultura, bem como por meio de coerção.
Ao mesmo tempo em que atribui um papel bastante passivo às massas nos processos ideológicos, Shlapentokh reconhece que as tradições culturais e os sentimentos e crenças internalizados mantidos pelas massas são importantes, pois são usados pela elite para moldar e mudar a xenofobia ideológica e o desejo por justiça. Por exemplo, os bolcheviques russos exploraram perfeitamente o ódio à desigualdade social, enquanto Stalin e Putin foram capazes de explorar a xenofobia com o mesmo sucesso. Para Shlapentokh, a distinção entre as elites e as massas desempenha um papel fundamental na análise da descrição de qualquer sociedade até hoje, da Rússia soviética à pós-soviética, até a sociedade americana. Em sua opinião, os muitos problemas da Rússia pós-soviética, começando pelo fracasso da democratização, não deveriam ser atribuídos às massas, mas às novas elites, que, tendo obtido meios para enriquecimento pessoal, por sua vez apoiaram o sistema autoritário para garantir a estabilidade de sua própria riqueza e status recém-adquiridos.
Em seu estudo sobre o antiamericanismo na Rússia e em outros países, Shlapentokh insistiu que foi a elite, e não as pessoas comuns, que inspirou o antiamericanismo, e que o sentimento antiamericano das pessoas comuns era geralmente um produto da mídia, que era controlada pelas elites.

## Recepção e conceitos relacionados
A tese do fortalecimento do (neo)feudalismo em relação aos EUA também é apoiada por Emmanuel Todd (com referência a Shlapentokh) e Joel Kotkin, que veem a concentração de enorme riqueza nas costas leste e oeste dos EUA como uma ameaça à democracia dos EUA e às classes médias globais – especialmente para a Europa.
O que Shlapentokh chama de feudalismo em relação à Rússia é chamado de capitalismo político por outros autores.

## Publicações
- Shlapentokh, Vladimir (1958). Критика современного мальтузианства [Crítica do Malthusianismo Moderno] (em russo). Moscou: Editora da Universidade Estatal de Moscou
- Shlapentokh, Vladimir (1965). Некоторые проблемы политической экономии [Alguns problemas de economia política]. Novosibirsk: Universidade Estadual de Novosibirsk
- Shlapentokh, Vladimir (1966). Эконометрика и проблемы экономического роста: макромоделирование в работах буржуазных экономистов. Moscow: Mysl
- Shlapentokh, Vladimir (1970). Социология для всех. Moscow: Sovetskaya Rossiya
- Shlapentokh, Vladimir (1973). Как сегодня изучают завтра: Современные методы социального прогнозирования. Moscow: Soviet Russia
- Shlapentokh, Vladimir (1976). Проблемы репрезентативности социологической информации: случайная и неслучайная выборки в социологии. Moscou: Statistika
- Shlapentokh, Vladimir (1984). Love, marriage, and friendship in the Soviet Union: ideals and practices. New York: Praeger. ISBN 0030715415
- Shlapentokh, Vladimir (1986). Soviet public opinion and ideology: mythology and pragmatism in interaction. New York: Praeger. ISBN 0275925617
- Shlapentokh, Vladimir (1987). Soviet public opinion and ideology: mythology and pragmatism in interaction. Boulder: Westview Press. ISBN 0813372593
- Shlapentokh, Vladimir (1989). Public and private life of the Soviet people: changing values in post-Stalin Russia. New York: Oxford University Press. ISBN 0195042662
- Shlapentokh, Vladimir (1990). Soviet intellectuals and political power: the post-Stalin era. Princeton: Princeton University Press. ISBN 0691094594
- Shlapentokh, Vladimir (1990). Открывая Америку: Письма друзьям в Москву [Discovering America: letters to friends in Moscow] (em russo). St. Petersburg: The Hermitage. ISBN 1557790132
- Shlapentokh, Vladimir (2001). A normal totalitarian society: how the Soviet Union functioned and how it collapsed. Armonk, New York: M.E. Sharpe. ISBN 1563244713
- Shlapentokh, Vladimir (2003). Страх и дружба в нашем тоталитарном прошлом [Fear and friendship in our totalitarian past] (em russo). Tenafly: Publishing House of Zvezda magazine. ISBN 5942140480
- Shlapentokh, Vladimir (2004). An autobiographical narration of the role of fear and friendship in the Soviet Union. Lewiston, New York: Edwin Mellen Press. ISBN 0773462945
- Shlapentokh, Vladimir (2006). Fear in contemporary society: its negative and positive effects. New York: Palgrave Macmillan. ISBN 140397389X
- Shlapentokh, Vladimir (2006). Проблемы качества социологической информации: достоверность, репрезентативность, прогностический потенциал [Problems of quality of sociological information: reliability, representativeness, prognostic potential] (em russo). Moscow: ЦСП. ISBN 5982010138
- Shlapentokh, Vladimir (2007). Contemporary Russia as a feudal society: a new perspective on the post-Soviet era. New York: Palgrave Macmillan. ISBN 978-0230600966
- Shlapentokh, Vladimir (2008). Современная Россия как феодальное общество. Новый ракурс постсоветской эры [Contemporary Russia as a feudal society: a new perspective on the post-Soviet era] (em russo). Moscow: Stolitsa-Print. ISBN 978-5981321375